# Julius Axelrod
Julius Axelrod (30 de maig de 1912 - 29 de desembre de 2004) va ser un bioquímic nord-americà. Va guanyar una part del Premi Nobel de Fisiologia o Medicina el 1970 juntament amb Bernard Katz i Ulf von Euler. El Comitè Nobel el va homenatjar pel seu treball sobre l'alliberament i la recaptació de neurotransmissors de catecolamines, una classe de substàncies químiques del cervell que inclouen l'adrenalina, la norepinefrina i, com es va descobrir més tard, la dopamina. Axelrod també va fer importants contribucions a la comprensió de la glàndula pineal i com es regula durant el cicle son-vigília.

## Biografia
Axelrod va néixer a la ciutat de Nova York, fill d'immigrants jueus de Polònia, Molly (de soltera Leichtling) i Isadore Axelrod, un teixidor de cistells. Es va llicenciar en biologia al College of the City de Nova York el 1933. Axelrod volia convertir-se en metge, però va ser rebutjat de totes les facultats de medicina a les quals es va presentar. Va treballar breument com a tècnic de laboratori a la Universitat de Nova York, després el 1935 va aconseguir una feina al Departament de Salut i Higiene Mental de la ciutat de Nova York provant suplements vitamínics afegits als aliments. Mentre treballava al Departament de Salut, va assistir a l'escola nocturna i va obtenir el seu màster en ciències a la Universitat de Nova York el 1941.
Va morir el 29 de desembre de 2004 a la ciutat de Rockville, situada a l'estat nord-americà de Maryland. Molts dels seus treballs i premis es conserven a la Biblioteca Nacional de Medicina.

## Recerca científica
El 1946 fou nomenat investigador de l'Hospital Goldwater, i al costat de Bernard Brodie va iniciar la seva recerca sobre els analgèsics, observant com l'aspirina desenvolupava en els seus usuaris una condició de la sang anomenada metaemoglobinèmia. Ambdós científics van descobrir que l'acetanilida, l'ingredient principal d'aquest analgèsic, n'era el culpable, i observant la mateixa propietat, però sense efectes contraris, en el paracetamol, recomanaren el seu ús.
Es va llicenciar en biologia al College of the City de Nova York el 1933. Axelrod volia convertir-se en metge, però va ser rebutjat de totes les facultats de medicina a les quals es va presentar. Va treballar breument com a tècnic de laboratori a la Universitat de Nova York, després el 1935 va aconseguir una feina al Departament de Salut i Higiene Mental de la ciutat de Nova York provant suplements vitamínics afegits als aliments. Mentre treballava al Departament de Salut, va assistir a l'escola nocturna i va obtenir el seu màster en ciències a la Universitat de Nova York el 1941.
Durant la seva estada a l'Institut Nacional del cor va treballar en els mecanismes i efectes de la cafeïna, substància que el va conduir a un interès del sistema nerviós simpàtic i els seus neurotransmissors principals. Durant aquest temps també realitzà investigacions al voltant de la codeïna, morfina, metamfetamina, efedrina i fou un dels pioners en l'experimentació amb LSD.
L'any 1970 fou guardonat amb el Premi Nobel de Medicina o Fisiologia pels seus descobriments concernents a les transmissions químiques en les terminacions nervioses i el mecanisme d'emmagatzematge i d'inactivació d'aquests neurotransmissors, premi que compartí amb Bernard Katz i Ulf von Euler.
Posteriorment la seva recerca es va centrar en la glàndula pineal, demostrant que la melatonina de l'hormona està generada a partir del triptòfan.

## Descobriment del paracetamol
El 1946, Axelrod va ocupar un lloc de treball sota la direcció de Bernard Brodie al Goldwater Memorial Hospital. L'experiència de recerca i la mentoria que Axelrod va rebre de Brodie el posaria en marxa la seva carrera investigadora. La investigació de Brodie i Axelrod es va centrar en com funcionen els analgèsics (analgèsics). Durant el seu treball al Goldwater Memorial Hospital es va enfocar a l'estudi dels mecanismes d'acció dels analgèsics.
Anteriorment, durant la dècada de 1940, els usuaris d'analgèsics no aspirínics estaven desenvolupant una malaltia de la sang coneguda com a metahemoglobinèmia. Axelrod va descobrir juntament amb Bernard Brodie que l'acetanilida, el principal compost actiu d'aquests medicaments era responsable de tal efecte. En la investigació, van trobar que un dels metabòlits, un derivat d'aquesta substància, el paracetamol o acetaminofè (paracetamol, Tylenol), presentava també una acció analgèsica però sense mostrar la conseqüència adversa, per la qual cosa van recomanar que s'utilitzés aquest metabòlit com a reemplaçament de l'acetanilida.

## Catecolamines
El 1949, Axelrod va començar a treballar a l'Institut Nacional del Cor, precursor del National Heart, Lung, and Blood Institute (NHLBI), part dels National Institutes of Health (NIH). Va examinar els mecanismes i els efectes de la cafeïna, fet que el va portar a interessar-se pel sistema nerviós simpàtic i els seus principals neurotransmissors, l'adrenalina i la norepinefrina. Durant aquest temps, Axelrod també va realitzar investigacions sobre codeïna, morfina, metamfetamina i efedrina i va realitzar alguns dels primers experiments amb LSD. Adonant-se que no podia avançar en la seva carrera sense un doctorat, va prendre una excedència al NIH el 1954 per assistir a la George Washington University Medical School. Amb l'autorització de presentar algunes de les seves investigacions anteriors a la seva carrera, es va graduar un any més tard, el 1955. Després, Axelrod va tornar als NIH i va començar algunes de les investigacions clau de la seva carrera.
Axelrod va rebre el Premi Nobel pel seu treball sobre l'alliberament, la recaptació i l'emmagatzematge dels neurotransmissors epinefrina i norepinefrina, també coneguts com adrenalina i noradrenalina. Treballant amb inhibidors de la monoaminooxidasa (MAO) el 1957, Axelrod va demostrar que els neurotransmissors de catecolamines no només deixen de funcionar després d'alliberar-los a la sinapsi. En canvi, els neurotransmissors són recuperats ("recaptura") per la terminació nerviosa presinàptica i es reciclen per a transmissions posteriors. Va teoritzar que l'epinefrina es manté als teixits en forma inactiva i és alliberada pel sistema nerviós quan és necessari. Aquesta investigació va establir les bases per a posteriors inhibidors selectius de la recaptació de serotonina (ISRS), com el Prozac, que bloquegen la recaptació d'un altre neurotransmissor, la serotonina. El 1958, Axelrod també va descobrir i caracteritzar l'enzim catecol-O-metil transferasa, que està implicat en la descomposició de les catecolamines.

## Glàndula pineal
Algunes de les investigacions posteriors d'Axelrod es van centrar en la glàndula pineal. Ell i els seus col·legues van demostrar que l'hormona melatonina es genera a partir del triptòfan, igual que el neurotransmissor serotonina. Les taxes de síntesi i alliberament segueixen el ritme circadià del cos impulsat pel nucli supraquiasmàtic dins de l'hipotàlem. Axelrod i els seus col·legues van demostrar que la melatonina tenia efectes amplis a tot el sistema nerviós central, permetent que la glàndula pineal funcionés com un rellotge biològic. Va ser elegit membre de l'Acadèmia Americana d'Arts i Ciències el 1971. Va continuar treballant a l'Institut Nacional de Salut Mental dels NIH fins a la seva mort el 2004.

## Premis i honors
Axelrod va rebre el Premi Internacional de la Fundació Gairdner el 1967 i el Premi Nobel de Fisiologia o Medicina el 1970. Va ser elegit membre estranger de la Royal Society (ForMemRS) el 1979. El 1992 va rebre el premi Ralph W. Gerard de neurociència. Va ser elegit membre de la Societat Filosòfica Americana el 1995.